# Торисмод
Торисмод (Турисмод; лат. Turismodus) — сын короля гепидов Торисвинта. Был убит в 551 или 552 году в битве Альбоином, сыном лангобардского короля Аудоина.
Торисмод был старшим сыном Торисвинта и братом Кунимунда; в конце концов его брат занял трон своего отца примерно в 560 году. По некоторым источникам, Торисвинт дал его старшему сыну статус командира гепидов в городе Сирмий в качестве способа подтверждения престолонаследия, так как данная позиция делала его наследником трона. Возможно, у Торисмода был сын Рептила, который во время правления Кунимунда управлял Сирмием.
Согласно Павлу Диакону, Торисмод участвовал в третьей лангобардско-гепидской войне, и в 551 или 552 году в решающей битве на поле Асфельде был убит Альбоином. Его смерть, по свидетельству Павла Диакона, стала поворотным моментом битвы, так как другие гепиды, увидев, что их лидер мёртв, нарушили ряды и обратились в бегство.